# Gabriele Zimmer
Gabriele Zimmer (Berlino Est, 7 maggio 1955) è una politica tedesca, europarlamentare dal 2004 al 2019.

## Biografia
Già esponente del Partito Socialista Unificato di Germania, dopo la riunificazione tedesca ha aderito al Partito del Socialismo Democratico, di cui è stata Presidente nazionale dal 2000 al 2003. Nel 2004 viene eletta per la prima volta alle elezioni europee con il PDS. Dal 2007 ha contribuito a fondare La Sinistra.
Con tale formazione viene nuovamente eletta alle elezioni europee del 2009. Nel maggio 2012 è divenuta capogruppo di Sinistra Unitaria Europea/Sinistra Verde Nordica al Parlamento europeo, rimanendolo fino al 2019, anno in cui non venne rieletta.